# Zamarada amymone
Zamarada amymone är en fjärilsart som beskrevs av Louis Beethoven Prout 1934. Zamarada amymone ingår i släktet Zamarada och familjen mätare. Inga underarter finns listade i Catalogue of Life.